# Glemmen
Glemmen is een voormalige gemeente in Noorwegen. De gemeente in de toenmalige provincie Østfold werd in 1964 samengevoegd met  Fredrikstad, terwijl Glemmen op dat moment meer inwoners telde dan Fredrikstad. De kern van Glemmen lag recht tegenover de vesting van Fredrikstad op de andere oever van de Glomma.

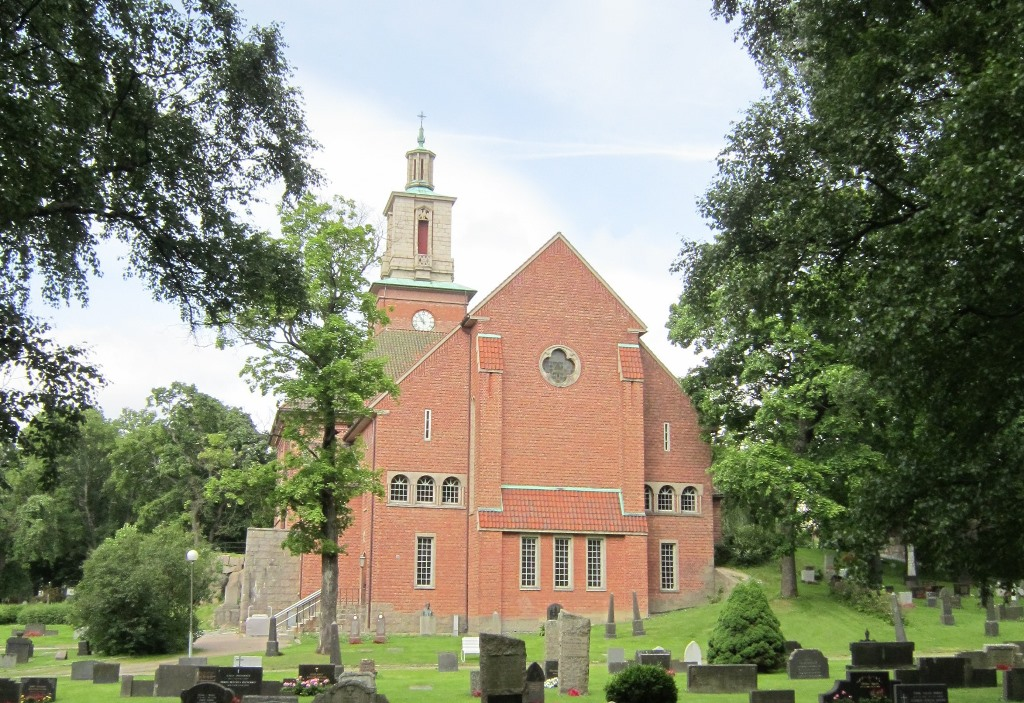
Glemmen nye kirke

Glemmen heeft een kerk uit de 12e eeuw, Gamle kirke, die het oudste gebouw in Fredrikstad is. In 1853 werd een nieuwe, grotere kerk gebouwd, oorspronkelijk een hallenkerk, in 1887 uitgebouwd tot kruiskerk. Deze nieuwe kerk ging in 1944 door brand verloren. Na de oorlog werd de kerk opnieuw opgebouwd.